# Marquitos (futbolista)
Marcos Alonso Imaz (Santander, Cantabria, 16 de abril de 1933-ibidem, 6 de marzo de 2012), más conocido como Marquitos, fue un futbolista español que jugaba de defensa. Es conocido por su participación en las conquistas de las primeras cinco Copas de Europa ganadas por el Real Madrid, principalmente en la década de 1950.

## Trayectoria
Sus inicios como futbolista tuvieron lugar en el Rayo Cantabria, después en el Racing de Santander y de ahí al Real Madrid fichado por Santiago Bernabéu. Permaneció en dicho equipo ocho años en los que se convirtió en uno de los jugadores que más trofeos ha conquistado en la historia del club.
Marquitos marcó el gol que suponía el empate a 3 en la legendaria final de la Copa de Europa de 1956 arrancando desde su campo, llegando al área rival y materializando un tanto histórico en el duelo entre el Real Madrid y el Stade de Reims (4-3). El gol significó la primera de las cinco victorias consecutivas del club merengue en esta competición. Junto a Héctor Rial, Alfredo Di Stéfano, Ferenc Puskás, Paco Gento y compañía, Marquitos vivió un período de grandiosas victorias sin parangón en Europa.
También fue jugador del Real Murcia, Hércules, Calvo Sotelo de Puertollano y después de varios años retirado volvió a jugar en el Toluca de Santander, equipo al que también volvieron futbolistas ilustres como Mateos, Pachín, Atienza o Pantaleón.

## Equipos
| Club                          | País   | Temporadas |
| ----------------------------- | ------ | ---------- |
| S. D. Rayo Cantabria          | España | 1951       |
| Real Racing Club de Santander | España | 1951-1954  |
| Real Madrid C. F.             | España | 1954-1962  |
| Hércules C. F.                | España | 1962-1963  |
| Real Murcia C. F.             | España | 1963-1964  |
| C. F. Calvo Sotelo            | España | 1964-1966  |
| C. D. Toluca                  | España | 1970-1971  |

## Vida personal
Su hijo Marcos Alonso Peña (1959-2023) fue también futbolista, y seguiría los pasos de su padre al jugar en grandes club como el Racing de Santander, el Atlético de Madrid y el FC Barcelona, y vistiendo la camisa de la selección española en 22 ocasiones. 
Su nieto, Marcos Alonso Mendoza (1990), también es futbolista y juega en el Celta de Vigo
Falleció el 6 de marzo de 2012, el mismo día en que el Real Madrid cumplía 110 años.

## Palmarés

### Torneos nacionales
| Título             | Club              | Año  |
| ------------------ | ----------------- | ---- |
| Campeonato de Liga | Real Madrid C. F. | 1955 |
| Campeonato de Liga | Real Madrid C. F. | 1957 |
| Campeonato de Liga | Real Madrid C. F. | 1958 |
| Campeonato de Liga | Real Madrid C. F. | 1961 |
| Campeonato de Liga | Real Madrid C. F. | 1962 |
| Copa               | Real Madrid C. F. | 1962 |

### Torneos internacionales
| Título                | Club              | Año  |
| --------------------- | ----------------- | ---- |
| Copa Latina           | Real Madrid C. F. | 1955 |
| Copa de Europa        | Real Madrid C. F. | 1956 |
| Copa de Europa        | Real Madrid C. F. | 1957 |
| Copa Latina           | Real Madrid C. F. | 1957 |
| Copa de Europa        | Real Madrid C. F. | 1958 |
| Copa de Europa        | Real Madrid C. F. | 1959 |
| Copa de Europa        | Real Madrid C. F. | 1960 |
| Copa Intercontinental | Real Madrid C. F. | 1960 |